# 계량경제학 모형
계량경제학적 모형은 계량경제학에서 사용되는 통계 모델이다. 계량 경제학 모형은 특정 경제 현상과 관련된 다양한 경제적 수량 사이에 유지되는 것으로 여겨지는 통계적 관계를 지정한다. 계량 경제학 모델은 불확실성을 허용함으로써 결정론적 경제 모델에서 파생되거나 자체적으로 추계적인 경제 모델에서 파생될 수 있다. 그러나 특정 경제 이론에 얽매이지 않은 계량 경제학 모델을 사용하는 것도 가능하다.
계량 경제학 모형의 간단한 예는 소비자의 월간 지출이 전월의 소비자 소득에 선형적으로 의존 한다고 가정하는 것이다. 그러면 모형은 다음 방정식으로 구성된다.
{\displaystyle C_{t}=a+bY_{t-1}+e_{t},}
여기서 C t는 t 월의 소비자 지출, Y t -1 은 전월 소득, e t는 모형이 소비를 완전히 설명할 수 없는 정도를 측정하는 오차항이다. 그런 다음 계량 경제학자의 한 가지 목적은 매개변수 a 와 b 의 추정치를 얻는 것이다. 이러한 추정된 매개변수 값은 모델의 방정식에 사용될 때 이전 달의 소득에 따라 미래 소비 가치에 대한 예측을 가능하게 한다.
일반적으로 통계에서와 같이 계량 경제학에서 분석되는 양은 확률 변수로 취급될 수 있다고 가정한다. 계량 경제학 모델은 연구 중인 변수의 실제 결합분포가 속해야 하는 결합분포의 집합이다. 이 집합의 요소가 유한한 수의 실수 값 매개변수에 의해 매개될 수 있는 경우 모델을 매개 변수 모델 이라고 한다. 그렇지 않으면 비모수 또는 반모수 모델이다. 계량 경제학의 큰 부분은 모델을 선택하고 추정하고 추론하는 방법에 대한 연구이다.
가장 일반적인 계량 경제학 모델은 인과 관계 및 반 사실 정보를 전달하고 정책 평가에 사용된다는 점에서 구조적 모델이다. 예를 들어, 소득을 기반으로 한 소비 지출을 모델링하는 방정식을 사용하여 다양한 가상 소득 수준에 따라 어떤 소비가 결정되는지 확인할 수 있다.